# هور الحمار الغربي

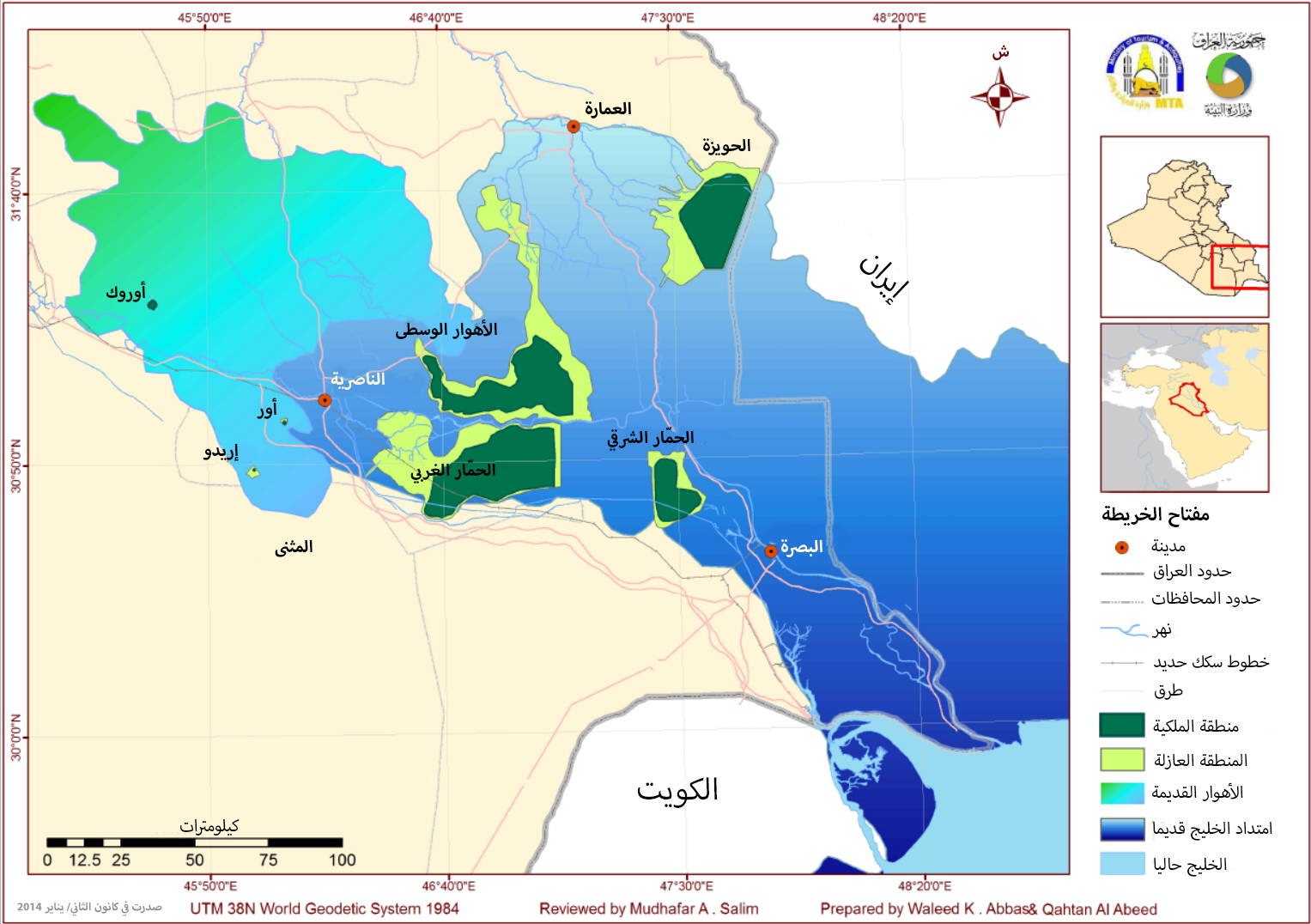
خريطة الأهوار جنوب العراق، حيث يقع هور الحمّار الغربي في محافظة ذي قار.

هور الحمّار الغربي هو أحد الأهوار الواقعة في جنوب العراق. يقع في محافظة ذي قار عند التقاء نهريّ دجلة والفرات، ويشكّل مع هور الحمّار الشرقي مجتمعيَن هور الحمّار، المُدرَج على قائمة التراث العالمي وقائمة رامسار بصفته أحد المناطق الرطبة ذات الأهميّة العالميّة.

## الوصف الجغرافي
يتغذّى الهور من الأنهار المتفرِّعة من أيمن نهر الفرات، مثل نهريّ الكرماشيّة وأم نخلة، كما يرتبط بالجزء الشرقي من هور الحمّار عبر ممر مائي بطول 15 كم وعرض 4 كم.

## الحياة البرية
يضم الموقع أنواعًا مُهدَّدة عالميًا مثل هازجة قصب البصرة والشرشير المُخطّط. كما يضم أسماكًا قليلة التواجد عالميًا مثل السمك البُنّي ورفش الكرخة. ويُعتبر البلطي الزيلي السمك السائد في الموقع، وهو نوع غير أصيل وغير محلّي.

## وصلات خارجية
- خطة العمل لتنفيذ برنامج العمل بشأن المناطق المحمية لاتفاقية التنوع البيولوجي في العراق (بالإنجليزيّة)
- وزارة الموارد المائية العراقية - مركز إنعاش الأهوار والأراضي الرطبة العراقية
- الأطلس الوطني للأهوار والمناطق الرطبة في العراق (بالإنجليزيّة)
- وثائقي عن تجفيف الأهوار بعد حرب الخليج الثانية